# Okha Port
Okha Port è una suddivisione dell'India, classificata come census town, di 18.847 abitanti, situata nel distretto di Jamnagar, nello stato federato del Gujarat. In base al numero di abitanti la città rientra nella classe IV (da 10.000 a 19.999 persone).

## Geografia fisica
La città è situata a 22° 28' 0 N e 69° 4' 60 E al livello del mare.

## Società

### Evoluzione demografica
Al censimento del 2001 la popolazione di Okha Port assommava a 18.847 persone, delle quali 10.344 maschi e 8.503 femmine. I bambini di età inferiore o uguale ai sei anni assommavano a 2.485, dei quali 1.361 maschi e 1.124 femmine. Infine, coloro che erano in grado di saper almeno leggere e scrivere erano 11.353, dei quali 7.240 maschi e 4.113 femmine.